# Error guessing
Error guessing is een informele testontwerptechniek. Vanuit de eigen ervaring en de rol van de tester probeert deze op goed geluk fouten in het systeem te vinden. Het is een techniek die de tester alle ruimte geeft om van tevoren testgevallen te ontwerpen of deze tijdens de testuitvoering ter plekke te bedenken. Het vastleggen van de testgevallen hoeft bij deze techniek niet plaats te vinden. Dit kan gevolgen hebben voor de reproduceerbaarheid van de test, daar de tester niet meer zou kunnen achterhalen welke stappen hij heeft genomen tijdens de test. Als grote waarde wordt gehecht aan bewijsmateriaal of overdraagbaarheid van de test, moet de tester notities maken tijdens de test en/of de logging aanzetten.
Error guessing kan over het algemeen een waardevolle aanvulling zijn op de formele testontwerptechnieken. Door het toepassen van formele testontwerptechnieken bekijkt men vanuit een bepaald perspectief (en dekking) naar het testobject, waarmee de meest normale en eenvoudige fouten eruit gehaald worden. Bij error guessing wordt de ervaring en de kennis van de tester meegenomen en kan er meer naar de uitzonderingen en naar de meer complexere situaties gekeken worden. Het vindt dan bij voorkeur ook later in de testuitvoering plaats.
Error Guessing kan ook gebruikt worden om (meer) vertrouwen te krijgen in het systeem als gebruikers of beheerders vrijelijk met het systeem mogen stoeien.
Error guessing moet niet verward worden met Exploratory Testing, die wel van basistechnieken uitgaat en enige systematiek kent.

## Bron
- Test Management Approach Next Hoofdstuk 14.4.5 Error Guessing (EG)